# Efecto rey

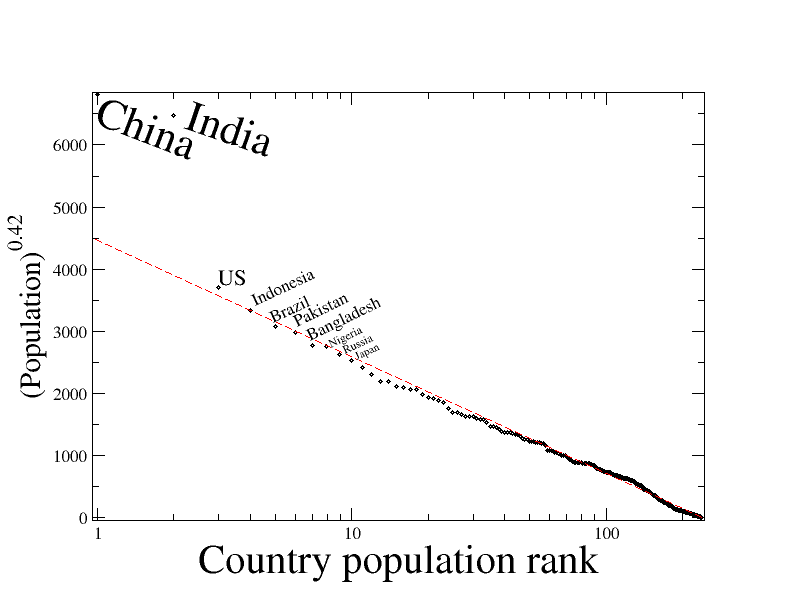
La clasificación ordenada de la población de países sigue una distribución exponencial estirada excepto en los casos de los dos "Reyes": China e India.

En estadística, economía y econofísica, el efecto rey (o efecto King) se refiere al fenómeno en el que uno o dos miembros superiores de un conjunto clasificado aparecen como valores singulares/atípicos (outliers). Estos uno o dos miembros de la parte superior son inesperadamente grandes, ya que no se ajustan a la estadística de distribución o rango de distribución de la que el resto del conjunto. 
Las distribuciones suelen seguir la distribución de la ley de potencia, la de un exponencial estirada, o un fractal parabólico . 
El efecto rey se ha observado en la distribución de: 
- Tamaños de ciudades francesas (donde el punto que representa a París es el "Rey", no se ajusta a la función exponencial alargada[1] ), y de manera similar para otros países con una ciudad principal, como el Reino Unido (Londres), y el caso extremo de Bangkok (ver lista de ciudades en Tailandia).
- Popularidad de los músicos,[3] (donde Cliff Richard y Elvis Presley son los valores atípicos que no encajan en una exponencial alargada).
- Poblaciones de países (donde solo los puntos que representan a China e India no se ajustan a una exponencial alargada).

Sin embargo, se debe tener en cuenta que el efecto rey no se limita a los valores atípicos con una evaluación positiva adjunta a su rango: para las clasificaciones en un atributo indeseable, en realidad puede existir un efecto mendigo, con una separación similar de puntos de datos clasificados en los extremos de una distribución razonable en los puntos de datos. 